# Эштон, Кэтрин
Кэтрин Маргарет Эштон, баронесса Эштон Апхолландская (англ. Catherine Margaret Ashton, Baroness Ashton of Upholland, 20 марта 1956, Апхолланд, Ланкашир) — британский и общеевропейский политический и общественный деятель, первый Верховный представитель Европейского союза по иностранным делам и политике безопасности. Была назначена на этот пост 19 ноября 2009 на саммите 27 лидеров Европейского совета. Совместно с назначением на пост Верховного представителя, она стала первым вице-президентом Еврокомиссии — последнее назначение должно быть подтверждено Европарламентом.

## Биография
Родилась в незнатной семье. Титул пожизненного пэра получила в знак признания её заслуг перед государством в 1999 году. В 1977 году окончила 	
Бедфорд-колледж со степенью бакалавра социологии. В середине 1970-х годов активно участвовала в движении за запрет ядерного оружия. Продолжила заниматься общественной работой в различных благотворительных и некоммерческих организациях. Супруг Питер Келлнер — журналист и политолог, известный активист по борьбе с курением, однако, по его словам, так и не сумел убедить жену бросить курить.

### Карьера в Британском правительстве
В 2001 перешла на работу в правительство. Парламентский секретарь в министерстве образования в 2001—2002. Ответственная за реализацию программы развития системы дошкольного образования Sure Start в том же министерстве в 2002—2004. Парламентский секретарь в министерстве конституционных дел в 2004—2007. Вошла в состав Тайного совета в 2006. Парламентский секретарь нового, реформированного министерства юстиции в последнем кабинете Тони Блэра 2007. В новом кабинете Гордона Брауна в июне 2007 заняла посты лидера Палаты лордов и лорда-председателя Тайного совета.

### Карьера в Европейском союзе
В октябре 2008 стала новым представителем Великобритании в Европейской комиссии, заняв пост комиссара по торговле. 19 ноября 2009 на заседании Европейского совета была избрана первым Верховным представителем по иностранным делам и политике безопасности Европейского союза, вступив в должность 1 декабря 2009 года.

## Критика
В марте 2012 года Эштон была подвергнута критике за сравнение совершённого убийства еврейских детей в школе «Оцар ха-Тора» (Тулуза) с ситуацией в секторе Газа.
На встрече с молодёжной делегацией из Палестинской национальной администрации в Брюсселе, организованной в этот день БАПОР, она, в частности, сказала:
«Когда мы думаем о том, что произошло сегодня в Тулузе, когда мы вспоминаем о событиях годичной давности в Норвегии, когда мы знаем, что происходит в Сирии, когда мы видим, что происходит в Газе и в других частях мира, мы думаем о детях, которых лишили жизни…».
Далее она «почтила память жертв ужасного ДТП в Швейцарии» и «молодых палестинцев, которые против всех ожиданий, продолжают учиться, работать, мечтать и надеяться на лучшую жизнь».
На следующий день представитель Эштон заявил, что её выступление было «грубо искажено», так как она также упомянула и детей и жертв Сдерота, что по неизвестной причине было исключено из оригинальной стенограммы.
По данным российских источников, Эштон запретила пускать на свою пресс-конференцию, проходившую в Киеве 29 января 2014 года, российскую прессу. Позднее её пресс-секретарь объяснил такое решение «сложностями в плане логистики и обеспечения безопасности». МИД РФ счёл такое объяснение неудовлетворительным.